# دارافشان (پیربکران)
دارافشان (فلاورجان)، روستایی از توابع بخش پیربکران شهرستان فلاورجان در استان اصفهان ایران است.

## جمعیت
این روستا در دهستان گرکن شمالی قرار دارد و براساس سرشماری مرکز آمار ایران در سال ۱۳۸۵، جمعیت آن ۴۸۹ نفر (۱۱۶خانوار) بوده‌است،همچنین این دهستان کم جمعیت ترین دهستان گرکن شمالی است.